# Eugène Mangalaza
Eugéne Mangalaza (13 de julio de 1950) es un político malgache que ocupó el cargo de primer ministro de Madagascar desde el 10 de octubre de 2009 hasta el 20 de diciembre de 2009. Accedió al cargo tras el acuerdo alcanzado por los principales partidos políticos para solucionar la crisis política de 2009. Sustituyó a Monja Roindefo que se opuso a su destitución, pero sus objeciones no fueron tenidas en cuenta por el presidente Andry Rajoelina. El nombramiento de Mangalaza se consideró una sorpresa por su escaso bagaje político.

## Biografía
Como profesor, enseñó en la Universidad de Tulear en la década de 1980. También fue rector de la Universidad de Tamatave desde 1989 hasta 2002 y enseñó filosofía y antropología.
Es Director de Personal y Recursos Humanos en el Puerto Autónomo de Toamasina desde 1987 hasta 1989.
En las elecciones legislativas de 1989, fue elegido para la Asamblea Nacional del Pueblo como candidato AREMA para el distrito electoral Mananara-Norte, hasta la disolución del Parlamento y el establecimiento de instituciones de transición en 1991.
Como aliado cercano del expresidente Didier Ratsiraka, Mangalaza se exilió en Canadá, luego a la Isla de la Reunión cuando Marc Ravalomanana llegó al poder en 2002. Luego, reanudó sus actividades como profesor de filosofía, particularmente en Suiza y Francia. Francia (Burdeos III).
El 10 de octubre de 2009, las cuatro movilidades lideradas respectivamente por el presidente de la transición, Andry Rajoelina y sus predecesores, Marc Ravalomanana, Didier Ratsiraka y Albert Zafy, firman un acuerdo y Eugene Mangalaza es designado primer ministro. [1]. A pesar de la negativa de Monja Roindefo, el jefe de Gobierno saliente, renunció, ya que consideraba que no se había consultado a todas las partes en las negociaciones sobre el acuerdo para compartir el poder.
El 18 de diciembre, unas horas antes de la llegada de las delegaciones de las tres movilidades al aeropuerto de Ivato, la presidencia de la Alta Autoridad de Transición promulga un decreto que deroga el nombramiento de Eugene Mangalaza y designa a Cécile Manorohanta Première. ministro en funciones.